# سدیم گلیسروفسفات
سدیم گلیسروفسفات که با نام تجاری گلیکوفوس فروخته می‌شود، دارویی است که به عنوان مکمل فسفات استفاده می‌شود. این دارو از راه تزریق وریدی تجویز می‌شود.
سدیم گلیسروفسفات یک نمک آلی فسفات است.
این دارو در نوامبر ۲۰۱۹ برای استفاده پزشکی در استرالیا تأیید شد.
این ماده یک داروی تأیید نشده در ایالات متحده آمریکا است که در هنگام کمبود دارو به عنوان جایگزین استفاده می‌شد.

## شیمی
این ماده مخلوطی از دی سدیم گلیسرول ۱- و ۲- فسفات است که مقادیر مختلف آب تبلور دارند. مقدار کل H2O در در هر مولکول گلیسرول فسفات ۵ است. این ماده یک پودر سفید است که ممکن است بلوری باشد یا نباشد، بوی مشخصی ندارد و طعم آن شور است. در دمای ۹۸ تا ۱۰۰ درجه سانتی‌گراد (۲۰۸ تا ۲۱۲ درجه فارنهایت) ذوب شده و در ۱۳۰ درجه سانتی‌گراد (۲۶۶ درجه فارنهایت) تجزیه می‌شود. محلول‌های آبی آن دارای PH حدود ۵٫۹ هستند.